# Rattus marmosurus
Rattus marmosurus är en däggdjursart som beskrevs av Thomas 1921. Rattus marmosurus ingår i släktet råttor, och familjen råttdjur. IUCN kategoriserar arten globalt som livskraftig. Inga underarter finns listade i Catalogue of Life.
Denna råtta lever på centrala och norra Sulawesi. Den vistas i låglandet och i bergstrakter. Habitatet utgörs av olika slags skogar.
Individerna går på marken och klättrar i växtligheten. De äter främst frukter och kanske andra växtdelar. Odlade områden besöks bara när det finns ursprunglig skog i närheten.